# Пуругупта
Пуругупта (санскр. पुरुगुप्त) – правитель Гуптів у північній Індії. Був сином імператора Кумарагупти I від цариці Анантадеві. Успадкував престол від свого зведеного брата Скандагупти. 